# Mutt
Mutt este un client de poștă electronică.

## Legături externe
- Site web oficial
- Mutt wiki Arhivat în 12 decembrie 2004, la Wayback Machine.
- Mutt la Google+